# Протапов, Павел Иванович
Павел Иванович Протапов (1890 — 15 апреля 1918 года, Анапа) — русский революционер-большевик, советский работник, первый председатель военно-революционного комитета Анапы.

## Биография
В революционную борьбу включился ещё подростком, вёл её в Риге, подвергался арестам, бежал от преследования властей, жил в разных городах юга России.
Прибыл в Анапу из Новороссийска.
Избран на должность 6 февраля 1918 года. Был первым редактором газеты «Известия Анапского Совета рабочих, солдатских и крестьянских депутатов», первый номер которой вышел 27 февраля 1918 года.
Погиб в результате бандитского нападения. В 1920 году перезахоронен в Мемориале в сквере Славы «У вечного огня» в Анапе

## Память

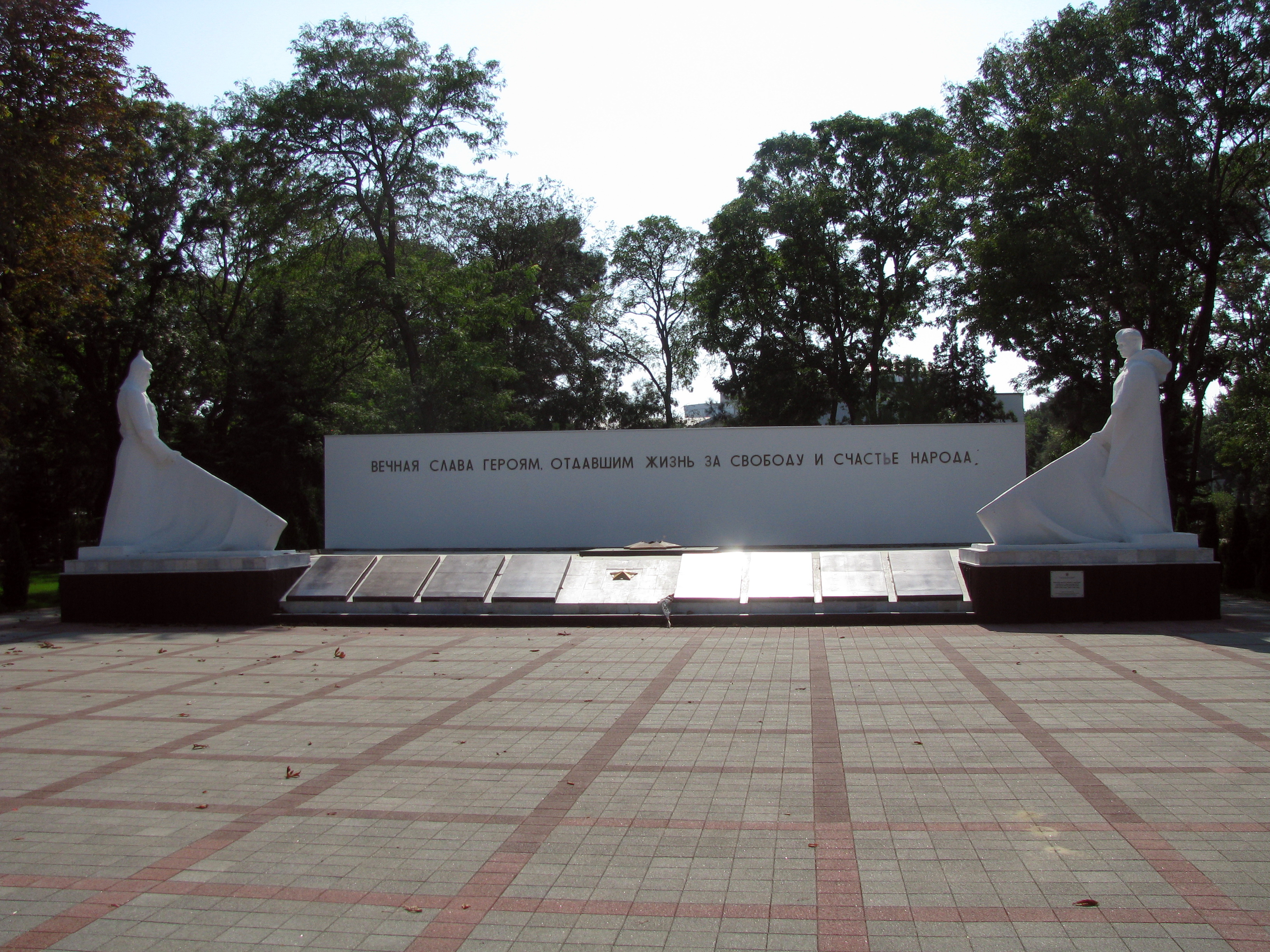
Захоронение Протапова в Анапе

Именем Протапова названа улица (бывшая графа Гудовича) в Анапе.